# Atuagkat
Atuagkat (Deens: Atuagkat Boghandel) is een boekenwinkel in Nuuk, de hoofdstad van Groenland, 100 meter gelegen van het cultuurcentrum Katuaq in het centrum van Nuuk. De in 1976 opgerichte boekhandel is de oudste  particuliere boekhandel van het land.
De selectie van de boekwinkel is beperkt tot belangrijke publicaties met betrekking tot de Noordpool, met een focus op Groenland. Ze gaan over geschiedenis, cultuur, natuur, economie en politiek, met inbegrip van publicaties van de regering van Groenland en het Documentatiecentrum voor Kinderen en Jongeren (MIPI, van de Groenlandse Meeqqat Inuusuttullu Pillugit Ilisimasaqarfik), in samenwerking met het ministerie van Sociale Zaken.
Atuagkat verkoopt geen genrefictie, maar wel literaire fictie van zowel Groenland als Denemarken. De boekhandel bezit ook een uitgebreide verzameling van kaarten van het land en vooral van het Nationaal park Noordoost-Groenland.